# Yate (vulkan)
Yate är en vulkan i Chile. Den ligger i regionen Región de Los Lagos, i den södra delen av landet. Toppen på Yate är 2 187 meter över havet.
Yate är den högsta punkten i trakten.
Kring vulkanens topp förekommer isformationer och på bergets lägre delar växer öppen skog.